# Шпанија на Европском првенству у атлетици на отвореном 2016.
Шпанија је учествовала на 23. Европском првенству у атлетици на отвореном 2016. одржаном у Амстердаму од 6. до 10. августа. Ово је било деветнаесто Европско првенство у атлетици на отвореном на којем је Шпанија учествовала.Репрезентацију Шпаније представљало је 77 спортиста (47 мушкараца и 30 жена) који су се такмичили у 39 дисциплина (21 мушка и 18 женских).
У укупном пласману Шпанија је са седам освојених медаља (три златне, три сребрне и једна бронзана) заузела 6. место. Поред тога оборени су 1 национални и 1 лични рекорд, остварени су и 4 набоља национална резултата сезоне 9 најбоља лична резултата сезоне. У табели успешности према броју и пласману такмичара који су учествовали у финалним такмичењима (првих 8 такмичара) Шпанија је са 18 учесника у финалу заузела 7. место са 75 бодова.
| Пл. | Земља   | 1. место | 2. место | 3. место | 4. место | 5. место | 6. место | 7. место | 8. место | Бр. фин. | Бодови |
| --- | ------- | -------- | -------- | -------- | -------- | -------- | -------- | -------- | -------- | -------- | ------ |
| 7.  | Шпанија | 3-24     | 3-21     | 1-6      | 2-10     | 0        | 1-3      | 3-6      | 5-5      | 18       | 75     |

## Освајачи медаља (7)

### Злато (3)
| - Бруно Ортелано — 200 м - Илијас Фифа — 5.000 м | - Рут Беитија — Скок увис |

### Сребро (3)
- Давид Бустос — 1.500 м
- Адел Мечал — 5.000 м
- Серхио Фернандез — 400 м препоне

### Бронза (1)
- Антонио Абадија — 10.000 м

## Учесници
| Мушкарци: - Бруно Ортелано — 100 м, 200 м - Анхел Давид Родригез — 100 м, 4 х 100 м - Самјуел Гарсија — 400 м, 4 х 400 м - Лукас Буа — 400 м, 4 х 400 м - Данијел Андухар — 800 м - Кевин Лопез — 800 м - Алваро де Ариба — 800 м - Давид Бустос — 1.500 м - Марк Алкала — 1.500 м - Лоренцо Салас — 1.500 м - Илијас Фифа — 5.000 м - Адел Мечал — 5.000 м - Карлос Мајо — 5.000 м - Хуан Перез — 10.000 м - Антонио Абадиа — 10.000 м - Данијел Матео — 10.000 м - Карлес Кастиљехо — Полумаратон - Хесус Еспања — Полумаратон - Ајад Ламдасен — Полумаратон - Иван Фернандез — Полумаратон - Јидел Контрерас — 110 м препоне - Хавијер Коломо — 110 м препоне - Герард Порас — 110 м препоне - Серхио Фернандез — 400 м препоне, 4 х 400 м - Хавијер Делгадо — 400 м препоне - Марк Ујакпор — 400 м препоне - Фернандо Каро — 3.000 м препреке - Абделазиз Мерзугли — 3.000 м препреке - Себастијан Мартос — 3.000 м препреке - Алберто Гвалда — 4 х 100 м - Мауро Триана — 4 х 100 м - Оскар Усиљос — 4 х 100 м - Љуис Ваљехо — 4 х 400 м - Мигел Анхел Санчо — Скок увис - Симон Северио — Скок увис - Адријан Ваљес — Скок мотком - Дидак Салас — Скок мотком - Еусебио Касерес — Скок удаљ - Жан Мари Окуту — Скок удаљ - Пабло Торихос — Троскок - Борха Вивас — Бацање кугле - Карлос Тобалина — Бацање кугле - Франк Касањас — Бацање диска - Лоис Мајкел Мартинез — Бацање диска - Хавијер Сјенфуегос — Бацање кладива - Хорхе Урена — Десетобој | Жене: - Естела Гарсија — 100 м, 200 м, 4 х 100 м - Нана Јакоб — 200 м, 4 х 100 м - Индира Тереро — 400 м - Аури Лорена Бокеса — 400 м, 4 х 400 м - Лаура Буено — 400 м, 4 х 400 м - Естер Гереро — 800 м - Соланхе Андреа Переира — 1.500 м - Марта Перез — 1.500 м - Трихас Гебре — 10.000 м - Алесандра Агилар — Полумаратон - Мариа Азусена Диаз — Полумаратон - Естела Наваскуес — Полумаратон - Марта Силвестре — Полумаратон - Каридад Херез — 100 м препоне, 4 х 100 м - Дијана Мартин — 3.000 м препреке - Ирена Санчез — 3.000 м препреке - Марија Исабел Перез — 4 х 100 м - Кристина Лара Перез — 4 х 100 м - Барбара Камблор — 4 х 400 м - Geraxane Ussia — 4 х 400 м - Рут Беитија — Скок увис - Марија дел мар Ховер — Скок удаљ - Хулијет Итоја — Скок удаљ - Патрисија Сарапио — Троскок - Урсула Руиз — Бацање кугле - Марија Белен Тоимил — Бацање кугле - Сабина Асенхо — Бацање диска - Берта Кастељс — Бацање кладива - Лаура Редондо — Бацање кладива - Лидија Парада — Бацање копља |  |

## Резултати

### Мушкарци
| Атлетичар            | Дисциплина       | Лични рекорд | Квалификације     | Квалификације     | Полуфинале            | Полуфинале           | Финале                | Финале               | Детаљи |
| Атлетичар            | Дисциплина       | Лични рекорд | Резултат          | Место             | Резултат              | Место                | Резултат              | Место                | Детаљи |
| -------------------- | ---------------- | ------------ | ----------------- | ----------------- | --------------------- | -------------------- | --------------------- | -------------------- | ------ |
| Анхел Давид Родригез | 100 м            | 10,14        | 10,40 КВ          | 3. у гр. 1        | 12,13                 | 8. у гр. 2           | Није се квалификовао  | 24 / 34 (37)         |        |
| Бруно Ортелано       | 100 м            | 10,06 НР     |                   |                   | 10,57 КВ              | 2. у гр. 3           | 10,12                 | 4 / 34 (37)          |        |
| Бруно Ортелано       | 200 м            | 20,47        | 20,55 КВ          | 1. у гр. 1        | 20,39 КВ, НР          | 1. у гр. 3           | 20,45                 |                      |        |
| Самјуел Гарсија      | 400 м            | 45,50        |                   |                   | 46,43                 | 8. у гр. 1           | Нису се квалификовали | 20 / 32              |        |
| Лукас Буа            | 400 м            | 45,98        | 47,00 КВ          | 1. у гр. 2        | 46,35                 | 6. у гр. 3           | Нису се квалификовали | 18 / 32              |        |
| Кевин Лопез          | 800 м            | 1:43,74      | Није стартовао    | Није стартовао    | Није се квалификовао  | Није се квалификовао | Није се квалификовао  | Није се квалификовао |        |
| Алваро де Ариба      | 800 м            | 1:45,93      | 1:48,62 КВ        | 3. у гр. 1        | 1:47,40 кв            | 5. у гр. 1           | 1:47,58               | 7 / 29 (30)          |        |
| Данијел Андухар      | 800 м            | 1:45,61      | 1:49,57 КВ        | 2. у гр. 4        | 1:47,64               | 6. у гр. 2           | Није се квалификовао  | 11 / 29 (30)         |        |
| Давид Бустос         | 1.500 м          | 3:34,77      | 3:40,60 КВ        | 3. у гр. 1        |                       |                      | 3:46,90               |                      |        |
| Марк Алкала          | 1.500 м          | 3:38,42      | 3:43,43           | 5. у гр. 2        | Нису се квалификовали | 20 / 35 (37)         |                       |                      |        |
| Лоренцо Салас        | 1.500 м          | 3:38,84      | 4:51,49           | 12. у гр. 3       | Нису се квалификовали | 33 / 35 (37)         |                       |                      |        |
| Илијас Фифа          | 5.000 м          | 13:05,61     |                   |                   |                       |                      | 13:40,85              |                      |        |
| Адел Мечал           | 5.000 м          | 13:15,40     | 13:40,85          |                   |                       |                      |                       |                      |        |
| Карлос Мајо          | 5.000 м          | 13:34,95     | 13:58,22          | 14 / 18 (20)      |                       |                      |                       |                      |        |
| Антонијо Абадија     | 10.000 м         | 28:07,14     | 28:26,07          |                   |                       |                      |                       |                      |        |
| Хуан Перез           | 10.000 м         | 28:25,66     | 28:37,42          | 6 / 11 (12)       |                       |                      |                       |                      |        |
| Данијел Матео        | 10.000 м         | 28:46,61     | 28:43,03 ЛР       | 7 / 11 (12)       |                       |                      |                       |                      |        |
| Карлес Кастиљехо     | Полумаратон      | 1:01:18      | 1:03:52           | 8 / 84 (92)       |                       |                      |                       |                      |        |
| Хесус Еспања         | Полумаратон      | 1:02:28      | 1:04:01           | 10 / 84 (92)      |                       |                      |                       |                      |        |
| Ајад Ламдасен        | Полумаратон      | 1:01:22      | 1:04:13           | 12 / 84 (92)      |                       |                      |                       |                      |        |
| Иван Фернандез       | Полумаратон      | 1:04:45      | 1:09:38           | 72 / 84 (92)      |                       |                      |                       |                      |        |
| Јидел Контрерас      | 110 м препоне    | 13,35        | 13,46 КВ, =ЛРС    | 2. у гр. 1        | 13,47 КВ              | 2. у гр. 3           | 13,54                 | 7 / 32               |        |
| Хавијер Коломо       | 110 м препоне    | 13,58        | 13,76 КВ          | 3. у гр. 2        | 13,88                 | 8. у гр. 1           | Није се квалификовао  | 22 / 32              |        |
| Герард Порас         | 110 м препоне    | 13,89        | 14,11             | 3. у гр. 2        | Није се квалификовао  | Није се квалификовао | Није се квалификовао  | 31 / 32              |        |
| Серхио Фернандез     | 400 м препоне    | 49,02 НР     |                   |                   | 49,20 КВ              | 1. у гр. 3           | 49,06                 |                      |        |
| Марк Ујакпор         | 400 м препоне    | 49,65        | Није завршио трку | Није завршио трку | Није се квалификовао  | Није се квалификовао |                       |                      |        |
| Хавијер Делгадо      | 400 м препоне    | 50,27        | 52,15             | 7. у гр. 2        | Није се квалификовао  | Није се квалификовао | Није се квалификовао  | 34 / 39 (40)         |        |
| Себастијан Мартос    | 3.000 м препреке | 8:18,31      | 8:31,98 КВ, ЛРС   | 3. у гр. 2        |                       |                      | 8:31,93 ЛРС           | 4 / 24 (26)          |        |
| Фернандо Каро        | 3.000 м препреке | 8:21,78      | 8:33,69 КВ, ЛРС   | 4. у гр. 2        | 8:40,73               | 10 / 24 (26)         |                       |                      |        |
| Абделазиз Мерзугли   | 3.000 м препреке | 8:18,03      | 8:34,34 кв        | 8. у гр. 1        | 8:51,37               | 14 / 24 (26)         |                       |                      |        |
| Мауро Триана         | 4 х 100 м        | 38,46 НР     | 39,15 НРС         | 5. у гр. 2        | Нису се квалификовали | 9 / 16               |                       |                      |        |
| Оскар Усиљос         | 4 х 100 м        | 38,46 НР     | 39,15 НРС         | 5. у гр. 2        | Нису се квалификовали | 9 / 16               |                       |                      |        |
| Алберто Гвалда       | 4 х 100 м        | 38,46 НР     | 39,15 НРС         | 5. у гр. 2        | Нису се квалификовали | 9 / 16               |                       |                      |        |
| Анхел Давид Родригез | 4 х 100 м        | 38,46 НР     | 39,15 НРС         | 5. у гр. 2        | Нису се квалификовали | 9 / 16               |                       |                      |        |
| Самуел Гарсија       | 4 х 400 м        | 3:01,42 НР   | 3:04,68 НРС       | 5. у гр. 2        | Нису се квалификовали | 10 / 16              |                       |                      |        |
| Лукас Буа            | 4 х 400 м        | 3:01,42 НР   | 3:04,68 НРС       | 5. у гр. 2        | Нису се квалификовали | 10 / 16              |                       |                      |        |
| Серхио Фернандез     | 4 х 400 м        | 3:01,42 НР   | 3:04,68 НРС       | 5. у гр. 2        | Нису се квалификовали | 10 / 16              |                       |                      |        |
| Љуис Ваљехо          | 4 х 400 м        | 3:01,42 НР   | 3:04,68 НРС       | 5. у гр. 2        | Нису се квалификовали | 10 / 16              |                       |                      |        |
| Мигел Анхел Санчо    | Скок увис        | 2,26         | 2,25 КВ, ЛРС      | 1. у гр. А        | Без пласмана          | Без пласмана         |                       |                      |        |
| Симон Северио        | Скок увис        | 2,26         | 2,19              | 8. У гр. Б        | Није се квалификовао  | 19 / 23              |                       |                      |        |
| Адријан Ваљес        | Скок мотком      | 5,65         | 5,50 кв, ЛРС      | 2. у гр. Б        | 5,30                  | 11 / 27 (28)         |                       |                      |        |
| Дидак Салас          | Скок мотком      | 5,60         | 5,15              | 13. у гр. А       | Нису се квалификовали | 27 / 27 (28)         |                       |                      |        |
| Жан Мари Окуту       | Скок удаљ        | 8,04         | 7,80              | 8. у гр. А        | Нису се квалификовали | 13 / 24 (25)         |                       |                      |        |
| Еусебио Касерес      | Скок удаљ        | 8,37         | 7,91 кв           | 5. у гр. Б        | Без пласмана          | Без пласмана         |                       |                      |        |
| Пабло Торихос        | Троскок          | 16,87        | 16,58 кв          | 4. у гр. А        | 16,36                 | 8 / 27               |                       |                      |        |
| Борха Вивас          | Бацање кугле     | 21,07        | 20,12 кв          | 3. у гр. А        | 20,16                 | 8 / 27 (29)          |                       |                      |        |
| Карлос Тобалина      | Бацање кугле     | 20,32        | 20,16 кв, ЛРС     | 5. у гр. Б        | 19,85                 | 10 / 27 (29)         |                       |                      |        |
| Франк Касањас        | Бацање диска     | 67,91        | 59,03             | 12. у гр. Б       | Није се квалификовао  | 24 / 27 (30)         |                       |                      |        |
| Лоис Мајкел Мартинез | Бацање диска     | 67,45        | 66,00 КВ          | 1. у гр. А        | 59,27                 | 12 / 27 (30)         |                       |                      |        |
| Хавијер Сјенфуегос   | Бацање кладива   | 76,71 НР     | 72,73 кв          | 7. у гр. Б        | 68,17                 | 12 / 28              |                       |                      |        |

#### десетобој
| Дисциплина   | Хорхе Урена | Хорхе Урена | Хорхе Урена | Хорхе Урена | Хорхе Урена | Хорхе Урена |
| Дисциплина   | Лич. рек.   | Резултат    | Бод.        | Плас.       | Укупно      | Плас.       |
| ------------ | ----------- | ----------- | ----------- | ----------- | ----------- | ----------- |
| 100 м        | 10,86       | 11,05       | 852         | 6.          | 852         |             |
| Скок удаљ    | 7,50        | 7,54 ЛР     | 945         | 3.          | 1.797       | 4.          |
| Бацање кугле | 13,70       | 13,61 ЛРС   | 704         | 22.         | 2.501       | 4.          |
| Скок увис    | 2,05        | 2,04 ЛРС    | 840         | 4.          | 3.341       | 4.          |
| 400 м        | 49,17       | 50,07       | 811         | 7.          | 4.152       | 3.          |
| 110 препоне  | 14,07       | 13,95 ЛР    | 981         | 2.          | 5.133       | 2.          |
| Бацање диска | 37,51       | х           | 0           | БП          | 5.133       | 18.         |
| Скок мотком  | 4,80        | 5,00 ЛР     | 910         | 3.          | 6.043       | 17.         |
| Бацање копља | 64,02       | 52,26       | 622         | 18.         | 6.662       | 17.         |
| 1.500 м      | 4:24,60     | НС          |             |             | НЗ          |             |
| Укупно       | 7.985       |             |             |             | НЗ          |             |

### Жене
| Атлетичарка            | Дисциплина       | Лични рекорд | Квалификације      | Квалификације      | Полуфинале            | Полуфинале            | Финале                | Финале                | Детаљи |
| Атлетичарка            | Дисциплина       | Лични рекорд | Резултат           | Место              | Резултат              | Место                 | Резултат              | Место                 | Детаљи |
| ---------------------- | ---------------- | ------------ | ------------------ | ------------------ | --------------------- | --------------------- | --------------------- | --------------------- | ------ |
| Естела Гарсија         | 100 м            | 11,42        | 11,64              | 5. у гр. 3         | Није се квалификовала | Није се квалификовала | Није се квалификовала | 24 / 31               |        |
| Естела Гарсија         | 200 м            | 23,17        | 23,40 КВ           | 2. у гр. 1         | 23,53                 | 6. у гр. 3            | Нису се квалификовале | 17 / 31               |        |
| Нана Јакоб             | 200 м            | 23,39        | 23,43 КВ           | 3. у гр. 4         | 23,24                 | 6. у гр. 2            | Нису се квалификовале | 15 / 36               |        |
| Индира Тереро          | 400 м            | 50,98        | Није завршила трку | Није завршила трку | Није се квалификовала | Није се квалификовала | Није се квалификовала | Није се квалификовала |        |
| Аури Лорена Бокеса     | 400 м            | 51,66        | 53,46 КВ           | 3. у гр. 1         | 52,39 ЛРС             | 3. у гр. 3            | Није се квалификовала | 10 / 30 (31)          |        |
| Лаура Буено            | 400 м            | 53,26        | 54,01              | 6. у гр. 2         | Није се квалификовала | Није се квалификовала | Није се квалификовала | 14 / 30 (31)          |        |
| Естер Гереро           | 800 м            | 2:01,77      | 2:03,72 КВ         | 3. у гр. 5         | 2:01,62               | 5. у гр. 2            | Није се квалификовала | 9 / 32                |        |
| Соланхе Андреа Переира | 1.500 м          | 4:08,29      | 4:11,48 кв         | 5. у гр. 2         |                       |                       | 4:34,88               | 8 / 21                |        |
| Марта Перез            | 1.500 м          | 4:10,43      | 4:17,24            | 7. у гр. 1         | Није се квалификовала | 17 / 21               |                       |                       |        |
| Трихас Гебре           | 10.000 м         | 32:03,39     |                    |                    |                       |                       | 32:20,45              | 10 / 16 (18)          |        |
| Алесандра Агилар       | Полумаратон      | 1:10:56      | 1:13:28            | 27 / 81 (90)       |                       |                       |                       |                       |        |
| Мариа Азусена Диаз     | Полумаратон      | 1:12:08      | 1:14:21            | 36 / 81 (90)       |                       |                       |                       |                       |        |
| Естела Наваскуес       | Полумаратон      | 1:14:13      | 1:17:16            | 56 / 81 (90)       |                       |                       |                       |                       |        |
| Марта Силвестре        | Полумаратон      | 1:12:13      | Није завршила трку | Није завршила трку |                       |                       |                       |                       |        |
| Каридад Херез          | 100 м препоне    | 12,94        | 13,21 кв           | 3. у гр. 2         | Дисквалификована      | Дисквалификована      | Није се квалификовала | Није се квалификовала |        |
| Дијана Мартин          | 3.000 м препреке | 9:30,70      | 9:45,90 кв         | 7. у гр. 2         |                       |                       | 9:43,65               | 8 / 26 (27)           |        |
| Ирена Санчез           | 3.000 м препреке | 9:53,65      | 10:08,12           | 12. у гр. 1        | Није се квалификовала | 24 / 26 (27)          |                       |                       |        |
| Марија Исабел Перез    | 4 х 100 м        | 43,45 НР     | 44,14 НРС          | 5. у гр. 2         | Нису се квалификовале | 10 / 15 (16)          |                       |                       |        |
| Нана Јакоб             | 4 х 100 м        | 43,45 НР     | 44,14 НРС          | 5. у гр. 2         | Нису се квалификовале | 10 / 15 (16)          |                       |                       |        |
| Естела Гарсија         | 4 х 100 м        | 43,45 НР     | 44,14 НРС          | 5. у гр. 2         | Нису се квалификовале | 10 / 15 (16)          |                       |                       |        |
| Кристина Лара Перез    | 4 х 100 м        | 43,45 НР     | 44,14 НРС          | 5. у гр. 2         | Нису се квалификовале | 10 / 15 (16)          |                       |                       |        |
| Марија Исабел Перез    | 4 х 400 м        | 3:27,57 НР   | 3:33,57 НРС        | 7. у гр. 2         | Нису се квалификовале | 14 / 16               |                       |                       |        |
| Аури Лорена Бокеса     | 4 х 400 м        | 3:27,57 НР   | 3:33,57 НРС        | 7. у гр. 2         | Нису се квалификовале | 14 / 16               |                       |                       |        |
| Барбара Камблор        | 4 х 400 м        | 3:27,57 НР   | 3:33,57 НРС        | 7. у гр. 2         | Нису се квалификовале | 14 / 16               |                       |                       |        |
| Geraxane Ussia         | 4 х 400 м        | 3:27,57 НР   | 3:33,57 НРС        | 7. у гр. 2         | Нису се квалификовале | 14 / 16               |                       |                       |        |
| Рут Беитија            | Скок увис        | 2,02 НР      | 1,92 КВ            | 1. у гр. Б         |                       |                       | 1,98 ЛРС              |                       |        |
| Мариа дел Мар Ховер    | Скок удаљ        | 6,78         | 6,43               | 6. у гр. Б         | Нису се квалификовале | 13 / 24 (26)          |                       |                       |        |
| Хулијет Итоја          | Скок удаљ        | 6,79         | 6,35               | 8. у гр. А         | Нису се квалификовале | 16 / 24 (26)          |                       |                       |        |
| Патрисија Сарапио      | Троскок          | 14,60        | 13,46              | 10. у гр. А        | Нису се квалификовале | 19 / 22               |                       |                       |        |
| Урсула Руиз            | Бацање кугле     | 17,99        | 16,86 кв           | 5. у гр. А         | 17,14                 | 10 / 27               |                       |                       |        |
| Марија Белен Тоимил    | Бацање кугле     | 16,31        | 16,00              | 12. у гр. Б        | Није се квалификовала | 21 / 27               |                       |                       |        |
| Сабина Асенхо          | Бацање диска     | 61,36 НР     | 59,72              | 4. у гр. А         | 56,62                 | 21 / 27               |                       |                       |        |
| Берта Кастељс          | Бацање кладива   | 70,52 НР     | 68,07 кв           | 7. у гр. Б         | 63,27                 | 12 / 28 (30)          |                       |                       |        |
| Лаура Редондо          | Бацање кладива   | 69,59        | 65,23              | 10. у гр. А        | Нису се квалификовале | 21 / 28 (30)          |                       |                       |        |
| Лидија Парада          | Бацање копља     | 59,03        | 57,34 ЛРС          | 6. у гр. Б         | Нису се квалификовале | 15 / 31 (34)          |                       |                       |        |